# 原粗米螺科
原粗米螺科（Eoscaphandridae）是頭楯類支序盒螺總科之下的一個科。

## 屬
本科只有兩個屬：
- 原粗米螺屬（Eoscaphander）[2][3]
  - 粗米螺 Eoscaphander fragilis Habe, 1952[4]：WoRMS列出本屬只有一個物種，見於台灣恆春半島恆春西台地四溝層[5]及東北部大里蝦廠[6]。
- 擬盒螺屬（ Chaban & Kijashko, 2016）兩個屬[7][2][4][8]。